# San Juan (přítok Karibského moře)
San Juan (španělsky Río San Juan) je řeka ve Střední Americe. Odvádí vodu ze sladkovodního jezera Nikaragua. Protéká nikaragujským departementem Río San Juan a od obce Baldota tvoří státní hranici mezi Kostarikou a Nikaraguou. Celá řeka leží na nikaragujském území, kostarické území začíná na jižním břehu řeky. V povodí řeky leží mimo jiné i největší kostarická přehradní nádrž Arenal.

## Průběh toku
Od svého pramene (u města San Carlos) až k osadě El Castillo má řeka klidný meandrovitý průběh. Okolí řeky je hustě osídleno a využíváno pro zemědělství. Od El Castillo řeka protéká přírodní chráněnou oblastí La Reserva Indio-Maíz, získává dravý charakter a protéká hustým tropickým deštným lesem bez výraznějšího lidského osídlení. Zhruba 25 km před ústím řeka se rozděluje do několika ramen a vytváří deltu.

## Historie
Pro Evropany objevil řeku v roce 1502 Kryštof Kolumbus při své 4. výpravě. Během koloniálního období byla řeka spojnicí mezi městy ve vnitrozemí Nikaraguy s ostatním městy po celém Karibiku. V 17. století zde působili piráti, proto Španělé vybudovali u obce El Castillo pevnost, aby chránili své pozice v Nikaraguy.
V 19. století se hledala možnost, jak propojit Atlantský a Tichý oceán. Jako nejpříhodnější byly vybrány dvě varianty: Panamský průplav a Nikaragujský průplav. Právě řešení propojení oceánů Nikaragujským průplavem počítalo s řekou San Juan jako trasou, kterou by se lodě dostávaly do jezera Nikaragua, z něhož by vedl dále umělý průplav do Pacifiku. Po vybudování Panamského průplavu se na projekt Nikaragujského průplavu pozapomnělo.